# Effet indésirable
 Mise en garde médicale
Un effet indésirable d'un médicament ou d'un soin est un effet défavorable induit ou potentiellement induit par le traitement (gêne, allergie, complications graves, y compris le décès). Cet effet peut être immédiat ou différé.

## Définition officielle
Selon la définition commune à l'OMS et à la Communauté européenne, on entend une « réaction nocive et non voulue à un médicament, se produisant aux posologies normalement utilisées chez l'homme pour la prophylaxie, le diagnostic ou le traitement d'une maladie ou pour le rétablissement, la rectification ou la modification d'une fonction physiologique ». L'expression anglaise est Adverse Drug Reaction (ADR).

## Discussion
Tous les types de traitements sont susceptibles d'entraîner des effets indésirables, qu'ils soient médicamenteux, mécaniques (plâtre par exemple), chirurgicaux ou même psychothérapeutiques.
Tous les médicaments ont des effets et ceux-ci sont jugés indésirables quand ils induisent l'apparition de troubles, gêne ou symptômes supplémentaires à ceux préexistants.
Mais cette notion d'effet indésirable reste une question de point de vue. Par exemple, si vous prenez un produit qui fait baisser la pression artérielle, et que votre problème de départ est que vous avez trop de pression artérielle, la baisse de pression obtenue est bénéfique. En revanche, si vous prenez ce médicament pour une autre raison, la baisse de la pression artérielle sera probablement néfaste, et l'effet, donc, indésirable.
Le degré de gravité et leur fréquence sont extrêmement variables. Certains sont bénins et modérés,  permettent de poursuivre le traitement sans risque, d'autres sont plus gênants ou plus dangereux, imposant dans les deux cas l'arrêt du médicament. Ils sont tous stipulés sur la notice du médicament mais, le plus souvent, sans hiérarchisation quant à leur fréquence ou leur réelle importance : ainsi, les 200 médicaments les plus prescrits aux États-Unis comportent une liste d'environ 100 effets indésirables.

## Retrait éventuel du marché, balance bénéfice / risque
La constatation d'effets indésirables peut conduire à retirer un médicament du marché, si le risque est fréquent ou grave comparé à l'effet bénéfique attendu ou à la disponibilité d'autres traitements équivalents mieux supportés.
C'est la notion de balance bénéfices/risques, qui évalue l'importance respective des avantages et inconvénients du médicament en question, et d'autres traitements éventuels.

## Mentions dans le résumé des caractéristiques du produit
Les fabricants ont obligation de mentionner dans le résumé des caractéristiques du produit (RCP) tous les faits notés pendant les expérimentations quelles que soient leurs fréquences d'apparition.
Au Canada, les fabricants ont obligation de mentionner tous les faits notés pendant les expérimentations, sans être certains qu'ils sont bien liés à ce produit.
Les professionnels de la santé (médecin, pharmacien, vétérinaire, infirmière) doivent rapporter les effets indésirables qu'ils observent durant leur pratique quotidienne à un Centre Régional de Pharmacovigilance (CRPV).
Ceci peut mener à une modification du RCP. Toutefois, il faut prendre en considération que l'effet indésirable qui n'a été rapporté que chez seulement 0,001 % des patients consommant le produit et qui ne se produira probablement pas chez des millions de consommateurs se retrouvera quand même dans le RCP.

## Effets indésirables et pharmacothérapie
Les effets indésirables d'un médicament peuvent devenir un problème relié à la pharmacothérapie (PRP). Dans ce cas, le pharmacien assistera le médecin dans l'évolution de la situation clinique, soit en diminuant la dose du médicament, soit en cessant le médicament en cause, soit en éliminant la source de l'interaction médicamenteuse qui pourrait à la source de l'effet indésirable.

## Effets indésirables et allergies
Une allergie est un phénomène bien particulier, et n'est qu'un cas particulier d'effet indésirable. 40 % des effets secondaires des médicaments sont des réactions cutanées.

## Reconnaissance d'un effet indésirable
Il est très difficile d'être certain qu'un symptôme est lié à un médicament.
En France, on impute un effet indésirable à un médicament en respectant la méthode française d'imputabilité. Cette méthode fait un lien chronologique et sémiologique entre l'effet indésirable et le médicament (imputabilité intrinsèque), elle permet également de donner un score bibliographique au lien entre l'effet et le médicament (imputabilité extrinsèque).
Une des manières d'approcher, éthiquement douteuse, de la certitude est de pratiquer des épreuves d'arrêt/réintroduction. S'il y a toujours corrélation entre les prises du traitement et l'apparition des symptômes, il y a de bonnes chances (mais pas une certitude) que celui-ci soit en cause.
Si le supposé effet indésirable est connu dans les études scientifiques, il y a de fortes chances que ce ne soit pas un simple hasard.
Dans les études, afin de savoir si un symptôme constaté est lié au produit, ou s'il est le fruit du hasard, on utilise des groupes de sujets semblables, une partie servant de témoins et ne prenant pas le traitement, l'autre partie prenant le médicament.
Si le symptôme apparaît avec la même fréquence dans les deux groupes, on peut estimer qu'il n'est pas lié au médicament. Dans le cas contraire, la présomption de causalité est forte.
Depuis 2012, l'Agence Nationale de Sécurité des Médicaments et Produits de Santé (ANSM, ex-AFSSAPS) permet aux patients de déclarer en ligne un effet indésirable potentiel. Des sites internet grand public relaient cette possibilité entre autres fonctionnalités.